# Trekanttjärnen, Lappland
Trekanttjärnen är en sjö i Vilhelmina kommun i Lappland och ingår i Ångermanälvens huvudavrinningsområde. Trekanttjärnen ligger i Marsfjället Natura 2000-område.